# Muhammad Ismail
Muhammad Ismail (31 tháng 12 năm 1927 – 23 tháng 2 năm 2008) là một sĩ quan quân đội và chính trị gia người Indonesia, ông giữ chức Thống đốc Trung Java trong hai nhiệm kỳ từ năm 1983 đến 1993. Trong sự nghiệp quân sự, ông là người chỉ huy của Kostrad cùng với Quân khu Bukit Barisan và Quân khu Diponegoro.

## Đầu đời
Ismail sinh ngày 31 tháng 12 năm 1927 tại Maos, ngày nay là huyện Cilacap. Ông tốt nghiệp trường tiểu học thuộc địa dành cho người bản xứ năm 1940, việc học trung học cơ sở của ông tại trường sơ đẳng nâng cấp bị gián đoạn vào năm 1942. Ông hoàn thành trung học cơ sở vào năm 1945. Sau đó, ông tuyển vào Học viện Quân sự Indonesia, trở thành một phần đội quân đầu tiên của học viện.

## Sự nghiệp
Ông bắt đầu sự nghiệp với tư cách sĩ quan quân đội trong khi là quân nhân của Quân khu Yogyakarta vào năm 1948. Trong sự nghiệp, ông dành thời gian để học hành chính công mặc dù không hoàn thành bằng cấp, ông theo học tại Đại học Chỉ huy và Tham mưu Bundeswehr ở Tây Đức. Năm 1976, ông được bổ nhiệm giữ chức tham mưu trưởng Đội quân Dự trữ Chiến lược Lục quân (Kostrad), năm sau ông là tư lệnh Quân khu Bukit Barisan. Năm 1980, ông trở thành tư lệnh của Kostrad. Cùng năm, cuộc bạo loạn chủng tộc diễn ra ở Trung Java, hai tháng sau Ismail được bổ nhiệm giữ chức tư lệnh Quân khu Diponegorobao khắp tỉnh. Ông đảm nhận chức vụ này trong hai năm rưỡi, và sau khi bị thay thế Ismail không được bổ nhiệm trong vài tháng.
Vào ngày 8 tháng 4 năm 1983, Thống đốc Trung Java Soepardjo Rustam được bổ nhiệm giữ chức Bộ trưởng Bộ Nội vụ, Ismail được chỉ định trở thành tân thống đốc. Thời điểm này, Ismail mang quân hàm trung tướng. Ông được bổ nhiệm giữ quyền thống đốc vào ngày 18 tháng 4 năm 1983, và chính thức nhậm chức vào ngày 24 tháng 8 năm 1983. Trong nhiệm kỳ ông đã cấm các cuộc đua xe đường trường và buổi hòa nhạc rock. Ông còn cải tạo mặt tiền các tòa nhà công cộng, thay thế lối kiến trúc châu Âu bằng phong cách "cổ truyền" của tỉnh Trung Java. Ismail được bổ nhiệm trong nhiệm kỳ thứ hai vào năm 1988. Ông được Soewardi kế nhiệm vào ngày 24 tháng 8 năm 1993.

## Gia đình
Ismail qua đời vào ngày 23 tháng 2 năm 2008 tại Bệnh viện Telogorejo ở Semarang, sau khi trải qua căn bệnh suy tim. Vào thời điểm qua đời, ông có 5 con trai và 3 con gái với người vợ E. Somarsiyah. Ông được an táng vào ngày hôm sau theo nghi thức quân sự tại Nghĩa trang Anh hùng Giri Tunggal ở Semarang.